# Луканин, Олег Александрович
Оле́г Алекса́ндрович Лука́нин (род. 7 января 1944, Иркутск) — российский геохимик, доктор геолого-минералогических наук, лауреат премии им. А. П. Виноградова РАН (2008).

## Биография
Выпускник (диплом с отличием) кафедры петрографии геологического факультета МГУ им. М. В. Ломоносова (1968).
С 1977 г. работает в ГЕОХИ АН СССР (РАН), с 1985 г. — ведущий научный сотрудник, заместитель заведующего лабораторией геохимии мантии Земли, с 2002 г. ученый секретарь по геохимии, ответственный секретарь редколлегии журнала «Геохимия», с 2016 г. заместитель директора ГЕОХИ по научной работе по геохимическому отделу.
В 1974 г. защитил кандидатскую, а в 1992 г. докторскую диссертацию.
Специалист в области экспериментальной и теоретической петрологии. Главные направления научных исследований — экспериментальное и термодинамическое моделирование эволюции магматических систем, содержащих летучие компоненты.; исследование процессов преобразования планетного вещества при ударных событиях в результате плавления и испарения.
Лауреат премии им. А. П. Виноградова РАН (2008) — за цикл работ «Геохимия мантии Земли: строение, химический и фазовый состав, продукты дегазации».

## Основные работы
Автор более 150 научных публикаций:
- Кадик А. А., Луканин О. А. Дегазация верхней мантии при плавлении. М.: Наука, 1986. 96 с.
- Кадик А. А., Луканин О. А., Лапин И. В. Физико-химические условия эволюции базальтовых магм в приповерхностных очагах. М.: Наука, 1989. 346 с.
- Луканин О. А., Русаков В. С., Котельникова А. А., Кадик А. А. Валентное и структурное состояние атомов железа в базальтовых расплавах при давлениях до 5 кбар. // Петрология. 2002. Т.10. № 4. С. 339—363.
- Луканин О. А., Кадик А. А. Декомпрессионный механизм восстановления окисного железа тектитовых расплавов при их формировании в импактном процессе. // Геохимия. 2007. № 9. С. 933—961.